# IV Foro Mundial de Diálogo Intercultural (Bakú)
El Cuarto Foro Mundial sobre el diálogo intercultural se celebró en Bakú del 5 al 6 de mayo de 2017. Se celebra bajo el lema "El Desarrollo del diálogo intercultural: nuevas oportunidades para la seguridad humana, la paz y el desarrollo sostenible". El foro fue organizado bajo el patrocinio del Presidente de Azerbaiyán, e Ilham Aliyev, en colaboración con UNESCO y la Alianza de Civilizaciones de las Naciones Unidas, la Organización Mundial del Turismo de Naciones Unidas(ONU), Organización de las Naciones Unidas para la Alimentación y la Agricultura, Consejo Europeo, la Organización Islámica para la educación, la ciencia y la cultura (ISESCO) y el eje Norte-Sur del centro del Consejo Europeo.

## Historia
El primer Foro Mundial sobre el diálogo intercultural se celebró en Bakú, en abril de 2011. Habida cuenta de la importancia de este evento, el Presidente de Azerbaiyán firmó un decreto sobre la celebración del Foro una vez cada dos años. El segundo foro fue organizado en Bakú, en mayo de 2013, y la tercera en el mes de mayo de 2015.

## Objetivo principal
El tema del Foro de 2017 fue el  "Fortalecimiento del diálogo intercultural – nuevas oportunidades para la seguridad humana, la paz y el desarrollo sostenible" El objetivo del evento es la promoción y el mantenimiento sostenible de la comprensión mutua y el diálogo dentro de las culturas. Los políticos, científicos y estadistas debatirán en el foro las tendencias de desarrollo y el diálogo intercultural e interreligioso, actitud hacia los refugiados y migrantes, la seguridad alimentaria, el papel de la juventud y de la educación para el diálogo intercultural, las cuestiones de la protección de los valores humanos universales a la vista de los actuales desafíos globales y la lucha contra el terrorismo y el extremismo. En general, en el marco del foro se celebró cerca de 40 sesiones y otras actividades sobre la utilización de la cultura como una especie de poder blando para garantizar la seguridad, la lucha contra el extremismo y enfoques innovadores en el establecimiento de un diálogo intercultural. Los representantes de casi de 40 organizaciones internacionales debatieron sobre los mecanismos de interacción para contrarrestar los desafíos globales. Además, se celebró una sesión especial sobre el tema "Contra el extremismo violento a través de la educación de las niñas", otra sesión se centró en el papel de los parlamentos en el establecimiento de puentes culturales entre civilizaciones, también se celebró una reunión de Ministros de Cultura de los países participantes en el evento.

## Participantes
Según el Ministerio de Cultura y Turismo de Azerbaiyán, en el evento de dos días, que se celebró bajo el patrocinio del Presidente de Azerbaiyán, Ilham Əliyev, participaron más de 800 representantes la élite científica, política, la creatividad de 120 países del mundo, incluyendo Rusia, y de 50 organizaciones internacionales. 
En la apertura del foro participó el presidente de Azerbaiyán, Ilham Aliyev:

«Azerbaiyán durante siglos, fue el área donde se reunían la civilizaciones y culturas. Nuestra geografía e historia, así como el desarrollo en Azerbaiyán demuestran que el diálogo intercultural tanto  en la antigüedad como en la actualidad sigue siendo uno de los temas importantes... El multiculturalismo, la diversidad étnica y religiosa, es la parte de nuestra historia y la realidad actual. El multiculturalismo es la política de estado en Azerbaiyán. Al mismo tiempo, es nuestro estilo de vida. A pesar de que el multiculturalismo es un término nuevo y, en ocasiones, difícil de pronunciar, la idea del multiculturalismo siempre existía en nuestro país. Por cierto, en Azerbaiyán creamos el Centro del Multiculturalismo, que se demuestra que hemos logrado avanzamos por el camino correcto. Hemos alcanzado importantes progresos en la vida social, económica y política. Hoy, Azerbaiyán está en desarrollo rápido, y es el país moderno y dinámico. Espero que los resultados del Foro tendrán éxito.»

En el foro participaron el vicepresidente de Bulgaria, los secretarios generales de la UNESCO, la directora general de UNESCO Irina Bokova, el presidente de Mali, los ministros de Cultura de Turquía, Rusia, Georgia, Japón, Macedonia, Egipto, Etiopía, Irak, Sudán, Mauritania, Montenegro, Seychelles, Tayikistán y Kenia.
El 6 de mayo en Bakú (Azerbaiyán), finalizó el 4 º foro mundial sobre el diálogo intercultural. En su declaración de clausura, directora general de UNESCO, Irina Bokova destacó la importancia de los compromisos asumidos durante este evento, así como la ampliación de la cooperación en el fondo de los numerosos desafíos del mundo actual, incluido el aumento del extremismo violento en el mundo, la creciente migración y la crisis de población desplazada, la creciente disparidad económica existente y el populismo político en desarrollo, que conduce a las divisiones sociales.

«Al término del Foro, todos compartimos los sentimientos de compromiso y urgencia [...] ¿Cómo mantener la paz? ¿Cómo construir la sociedad inclusiva y resistente? Cómo luchar contra el extremismo y encontrar una fórmula mágica para la coexistencia pacífica? Esto merece todos nuestros esfuerzos y nuestro compromiso.»
Irina Bokova